# سه‌گوش نیلی
سه‌گوش نیلی (نام علمی: Graphium sarpedon) نام یک گونه از سرده نگاربالان است. سه‌گوش نیلی در جنوب و جنوب شرقی آسیا و همچنین شرق استرالیا زندگی می‌کند.